# Gârlenii de Sus, Bacău
Gârlenii de Sus (în trecut, Racila în maghiară Rácsila) este satul de reședință al comunei Gârleni din județul Bacău, Moldova, România.